# العمل التعاوني المدعوم بالحاسوب

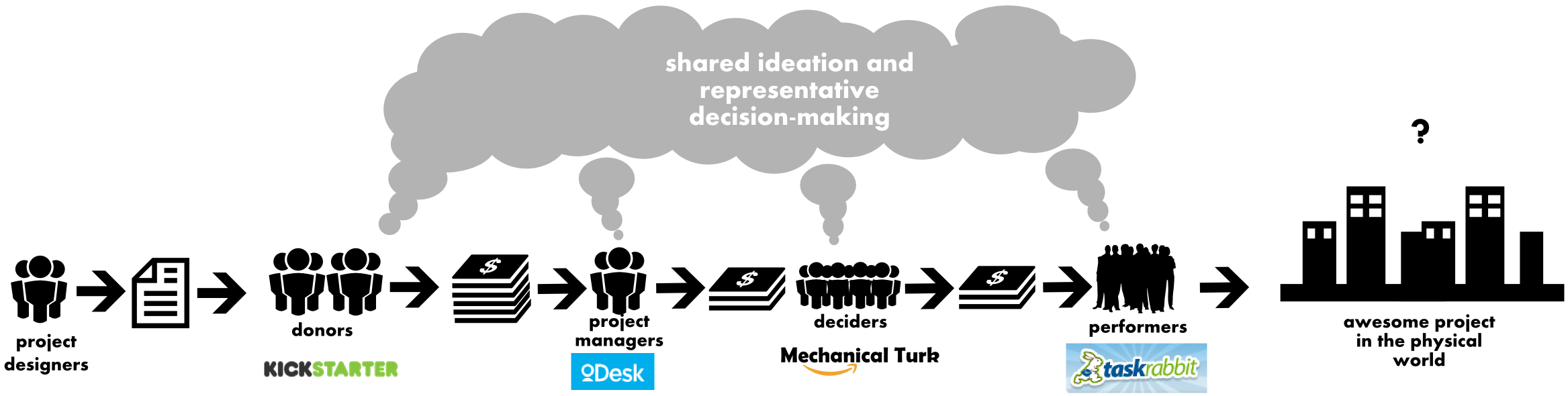
العملية العامة للتفاعل والتعاون باستخدام تقنيات العمل التعاوني المدعوم بالحاسوب

العمل التعاوني المدعوم بالحاسوب (بالإنجليزية: Computer-supported cooperative work) يُعرف اختصارًا بـ CSCW، هو دراسة كيفية استخدام الأشخاص للتقنية بشكل تعاوني، غالبًا لتحقيق هدف مشترك. يتناول العمل التعاوني المدعوم بالحاسوب كيف يمكن أن تدعم الحواسيب الأنشطة التعاونية والتنسيق. على وجه التحديد، يسعى مجال العمل التعاوني المدعوم بالحاسوب إلى تحليل العلاقات بين السلوكيات النفسية والاجتماعية البشرية المعروفة والأدوات التعاونية المتاحة، أو برمجيات تعاونية. غالبًا ما يكون هدف العمل التعاوني المدعوم بالحاسوب هو تعزيز استخدام التقنية بشكل تعاوني، والمساعدة في ابتكار أدوات جديدة لتحقيق هذا الهدف. تتيح هذه الروابط لأبحاث العمل التعاوني المدعوم بالحاسوب أن تُسهم في تشكيل نماذج التصميم المستقبلية أو في تطوير أدوات جديدة بالكامل.

## التاريخ
ترتبط بدايات مجال العمل التعاوني المدعوم بالحاسوب بظهور ثم تراجع مفهوم "أتمتة المكاتب"، كردّ على بعض الانتقادات، لا سيما فشله في معالجة تأثير السلوكيات النفسية والاجتماعية البشرية. ابتكر غريف وكاشمان مصطلح العمل التعاوني المدعوم بالحاسوب لمساعدة الموظفين الذين يسعون إلى تحسين أعمالهم من خلال التقنية. وبعد عدة سنوات، في عام 1987، قدّم تشارلز فيندلي مفهوم "العمل التعليمي التعاوني". يُعد العمل التعاوني المدعوم بالحاسوب مجالًا بحثيًا متعدد التخصصات يزداد الاهتمام به، ويربط بين محطة عمل وأنظمة الشبكات المتقدمة رقميًا. كانت أولى التقنيات المتاحة في هذا المجال مجدية اقتصاديًا، لكنها كانت تفتقر إلى قابلية التشغيل البيني، مما يجعل من الصعب فهم نظام داعم مصمم بعناية. ونظرًا للأسواق العالمية، أصبحت المزيد من المؤسسات مضطرة إلى تفكيك أنظمتها المركزية. وعند التعامل مع تعقيدات المشكلات التجارية المعاصرة، لا بد من بذل جهد كبير لتحسين كفاءة أنظمة التصنيع، وتحسين جودة المنتجات، وتقليل الوقت اللازم للوصول إلى السوق.
أصبح مفهوم العمل التعاوني المدعوم بالحاسوب أكثر فائدة على مر السنين منذ ظهوره، وخاصةً خلال جائحة فيروس كورونا.[بحاجة لمصدر] إذ أدت التدابير المتخذة للحد من انتشار الفيروس إلى إغلاق الشركات وزيادة معدلات العمل عن بعد والتعليم عن بعد. واليوم، بات الناس يشاركون مساحة عمل مشتركة، ويعقدون اجتماعات افتراضية، ويرون ويسمعون حركات بعضهم البعض وأصواتهم في مساحة افتراضية مشتركة ذات تصميم محوره المجموعة.

## القضايا والمفاهيم المركزية
العمل التعاوني المدعوم بالحاسوب هو مجال أكاديمي موجه نحو التصميم ومتعدد التخصصات، ويجمع بين المكتبيين، والاقتصاديين، وعلماء النظريات التنظيمية، والمعلمين، ووعلماء النفس الاجتماعي، وعلماء الاجتماع، وعلماء الإنسان وعلماء الكمبيوتر، من بين آخرين. تساعد خبرة الباحثين في التخصصات المختلفة والمتكاملة في تحديد مجالات التطوير المحتملة. على الرغم من تنوع التخصصات، يعد العمل مجالًا بحثيًا قابلًا للتحديد يركز على فهم خصائص العمل الجماعي المتداخل مع الهدف من تصميم تكنولوجيا حاسوبية كافية لدعم هذا النوع من العمل التعاوني.
جوهرًا، يتجاوز العمل التعاوني المدعوم بالحاسوب بناء التكنولوجيا نفسها ويركز على كيفية عمل الناس داخل المجموعات والمنظمات، بالإضافة إلى تأثيرات التكنولوجيا على تلك العمليات. لقد أدى هذا العمل إلى دمج كبير بين العلوم الاجتماعية وعلم الحاسوب. يعمل هؤلاء العلماء معًا لتجاوز المشكلات التقنية وغير التقنية في نفس المساحات المستخدمة. على سبيل المثال، العديد من المحترفين في البحث والتطوير الذين يعملون مع العمل التعاوني المدعوم بالحاسوب هم علماء حاسوب أدركوا أن العوامل الاجتماعية تلعب دورًا مهمًا في تطوير الأنظمة التعاونية. من جهة أخرى، أصبح العديد من علماء الاجتماع الذين يفهمون الدور المتزايد للتكنولوجيا في عالمنا الاجتماعي "تقنيين" يعملون في مختبرات البحث والتطوير لتطوير الأنظمة التعاونية.
على مر السنين، حدد باحثو العمل التعاوني المدعوم بالحاسوب العديد من الأبعاد الأساسية للعمل التعاوني. قائمة غير شاملة تشمل:
- الوعي: يجب أن يكون الأفراد العاملون معًا قادرين على الحصول على بعض المستوى من المعرفة المشتركة حول أنشطة بعضهم البعض.[7]
- العمل التعبيري: يجب أن يكون الأفراد المتعاونون قادرين على تقسيم العمل إلى وحدات، وتقسيمه بينهم، وبعد أداء العمل، إعادة دمجه.[8][9]
- الاستحواذ (أو القابلية للتخصيص): كيف يقوم فرد أو مجموعة بتكييف التكنولوجيا مع وضعهم الخاص؛ قد يتم الاستحواذ على التكنولوجيا بطريقة لم يكن ينويها المصممون.[10][11][12]

تم اشتقاق هذه المفاهيم إلى حد كبير من خلال تحليل الأنظمة التي صممها الباحثون في مجتمع العمل التعاوني المدعوم بالحاسوب، أو من خلال دراسات للأنظمة الحالية (على سبيل المثال، ويكيبيديا). يحاول باحثو العمل التعاوني المدعوم بالحاسوب الذين يصممون ويبنون الأنظمة معالجة المفاهيم الأساسية بطرق جديدة. ومع ذلك، فإن تعقيد المجال قد يجعل من الصعب الوصول إلى نتائج قاطعة.

### العمل التعبيري
العمل التعبيري هو في الأساس العمل الذي يجعل الأعمال الأخرى موجودة وقابلة للتحقيق. هو جهد يُبذل لجعل الأعمال الأخرى أسهل وأكثر قابلية للإدارة، ويمكن أن يكون مخططًا أو غير مخطط. لذلك، يُعد العمل التعبيري جزءًا لا يتجزأ من عملية البرمجيات حيث يمكن أن تفشل أو تنهار عمليات البرمجيات في بعض الأحيان. كما يُعرف العمل التعبيري أيضًا بـ "العمل غير المرئي" لأنه لا يُلاحظ دائمًا. تم تقديم هذا المفهوم بواسطة أنسلم شتراوس.  وصفه كطريقة لملاحظة "طبيعة العاملين المتعتمدين على بعضهم البعض في تقسيم العمل".  تم تقديمه في العمل التعاوني المدعوم بالحاسوب بواسطة شميت وبانون في عام 1992، حيث تم تطبيقه على سيناريوهات العمل الواقعية في المجتمع. العمل التعبيري جزء من التعاون. تم استخدام فكرة العمل التعبيري في البداية فيما يتعلق بالعمل التعاوني المدعوم بالحاسوب، لكنها انتقلت إلى مجالات عمل أخرى مثل الرعاية الصحية.  في البداية، كان العمل التعبيري معروفًا بتنظيم وتخصيص الموارد، لكن الآن يمتد إلى ما هو أبعد من ذلك. يمكن أيضًا النظر إلى العمل التعبيري كاستجابة من المطورين للتكيف مع التغيرات بسبب الأخطاء أو سوء التقدير في العالم الحقيقي. هناك نماذج مختلفة للعمل التعبيري التي تساعد في تحديد الحلول القابلة للتطبيق لاستعادة أو إعادة تنظيم الأنشطة المخطط لها. من المهم أيضًا ملاحظة أنه يمكن أن يختلف حسب السيناريو. غالبًا ما يزداد الحاجة للعمل التعبيري مع تعقد الوضع.
نظرًا لأن العمل التعبيري مجرد، يمكن تقسيمه إلى فئتين من أعلى مستوى: النشاط الفردي والنشاط الجماعي.
- مع النشاط الفردي، يكون العمل التعبيري غالبًا قابلاً للتطبيق. من الواضح أن الشخص مطلوب منه التعبير عن عمله / عملها. ولكن عندما يواجه الشخص مهمة جديدة، هناك العديد من الأسئلة التي يجب الإجابة عليها من أجل المضي قدمًا والنجاح. يُعتبر هذا الاستجواب هو العمل التعبيري للمشروع الفعلي؛ غير مرئي، ولكنه ضروري. هناك أيضًا تعبير عن العمل داخل النشاط.[16] على سبيل المثال، قد يكون إنشاء قوائم المهام والمخططات أمرًا حاسمًا لتقدم المشروع. هناك أيضًا تعبير عن العمليات داخل الفعل. من حيث البرمجيات، يجب أن يكون لدى المستخدم المعرفة والمهارة الكافية لاستخدام أنظمة الكمبيوتر والمعرفة بالبرمجيات لأداء المهام.[17]
- في بيئة العمل الجماعي، يُعد العمل التعبيري أمرًا بالغ الأهمية للنشاط الجماعي. من أجل زيادة كفاءة جميع الأفراد العاملين، يجب أن يكون العمل التعبيري قويًا جدًا. دون وجود أساس قوي، لا يستطيع الفريق التعاون بشكل فعال.[18] علاوة على ذلك، مع زيادة حجم الفريق، يصبح العمل التعبيري أكثر تعقيدًا.

ما يحدث بين المستخدم والنظام غالبًا ما يتم تجاهله. ولكن تقنيات نمذجة عمليات البرمجيات وكذلك نموذج العمل التعبيري ضرورية في خلق أساس قوي يسمح بالتحسين والتعزيز. بطريقة ما، يحتاج كل عمل إلى التعبير عنه؛ يجب أن يكون هناك من، ماذا، أين، متى وكيف. مع التكنولوجيا، هناك العديد من الأدوات التي تستخدم العمل التعبيري. يمكن اعتبار مهام مثل التخطيط والجدولة كعمل تعبيري. هناك أيضًا أوقات يكون فيها العمل التعبيري جسرًا بين التكنولوجيا والمستخدم. في النهاية، يعد العمل التعبيري هو الوسيلة التي تسمح للعمل التعاوني بأن يكون تعاونيًا، وهو الهدف الرئيسي للعمل التعاوني المدعوم بالحاسوب.

### مصفوفة العمل التعاوني المدعوم بالحاسوب
إحدى الطرق الأكثر شيوعًا لتصور أنظمة التعاون المدعوم بالحاسوب (CSCW) هي النظر في سياق استخدام النظام. إحدى هذه التصورات هي "مصفوفة العمل التعاوني المدعوم بالحاسوب"، التي تم تقديمها لأول مرة في عام 1988 بواسطة يوهانسون؛ كما تظهر في بيكر (1995). تنظر المصفوفة في سياقات العمل على بُعدين: ما إذا كان التعاون مشتركًا في نفس المكان أو موزعًا جغرافيًا، وما إذا كان الأفراد يتعاونون بشكل متزامن (في نفس الوقت) أو غير متزامن (غير معتمدين على وجود الآخرين في نفس الوقت).

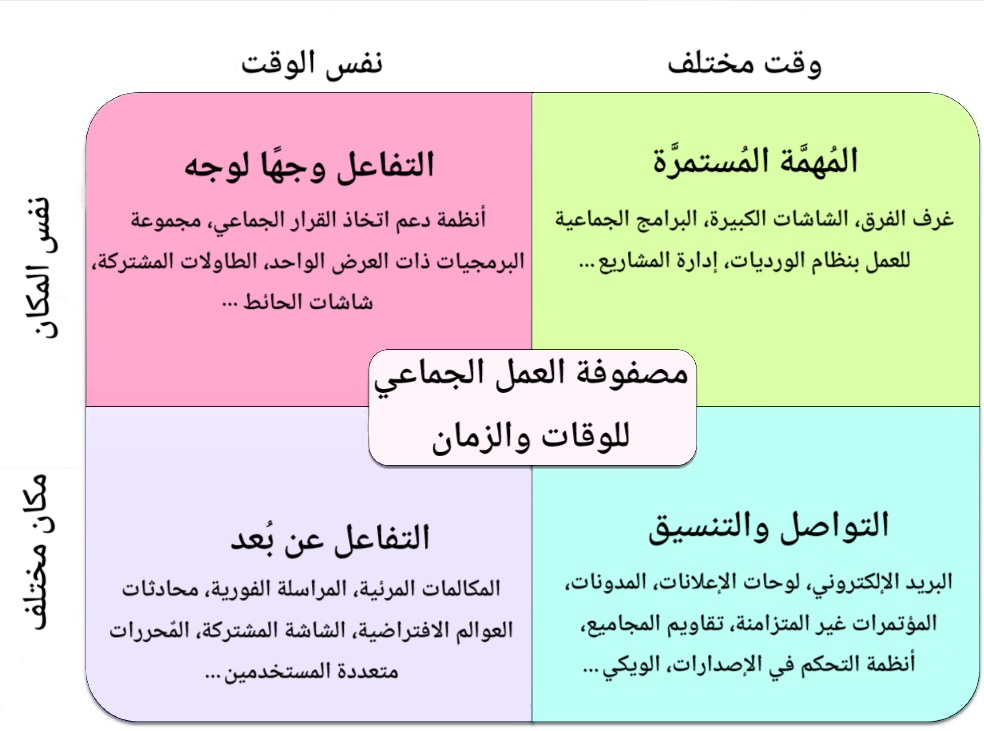
صورة لمصفوفة العمل التعاوني المدعوم بالحاسوب تشرح الصورة كل قسم من أقسام المصفوفة وتعرض أمثلة لتطبيقات العمل التعاوني المدعوم بالحاسوب التي تتعلق بتصنيف المصفوفة بناءً على الوقت/المكان.

#### نفس الوقت/نفس المكان – التفاعل وجهًا لوجه
- أجهزة الغرف
- الطاولات المشتركة، شاشات الحائط
- السبورات التفاعلية
- أنظمة الاجتماعات الإلكترونية
- مجموعة البرمجيات ذات العرض الواحد
- أنظمة دعم اتخاذ القرار الجماعي

#### نفس الوقت/مكان مختلف – التفاعل عن بُعد
- أنظمة الاجتماعات الإلكترونية
- المكالمات المرئية
- البرمجيات الجماعية في الوقت الفعلي
- المراسلة (الدردشة الفورية، البريد الإلكتروني، دردشة الإنترنت)
- المكالمات الهاتفية

#### وقت مختلف/نفس المكان – المهمة المستمرة
- غرف الفرق
- الشاشات الكبيرة
- الملاحظات اللاصقة
- غرف العمليات

#### وقت مختلف/مكان مختلف – الاتصال والتنسيق
- أنظمة الاجتماعات الإلكترونية
- المدونات
- سير العمل
- ضبط النسخ

تعتبر هذه المصفوفة مخططًا لأنظمة العمل التعاوني المدعوم بالحاسوب في سياقات مختلفة، لكنها تحتوي على بعض القيود بالنسبة للمستخدمين الذين يبدؤون في فهم العمل التعاوني المدعوم بالحاسوب. على سبيل المثال، هناك وضع تعاوني يسمى "المتعدد التزامن" لا يمكن أن تتناسب مع المصفوفة. مع تطور المجال، سواء عبر المعايير الاجتماعية الجديدة أو التطور التكنولوجي، لا يمكن أن تصف المصفوفة البسيطة جميع جوانب العمل التعاوني المدعوم بالحاسوب ومجالات البحث ضمنها.

### نموذج الفعل المنسق
يُعد نموذج الفعل المنسق الذي يُعرف اختصارًا بـ MoCA، إطارًا لتحليل التعاون الجماعي، ويحدد عددًا من الأبعاد المشتركة في خصائص العمل التعاوني التي تتجاوز مصفوفة العمل التعاوني المدعوم بالحاسوب، مما يسمح بوصف أكثر تعقيدًا لكيفية عمل الفرق ضمن ظروف معينة. تتألف هذه المنظومة من سبعة أبعاد تُستخدم لوصف "مجالات الفعل" الأساسية التي ظهرت في بحوث العمل التعاوني المدعوم بالحاسوب القائمة. وعلى عكس النموذج الشبكي الصارم ذي المقاطع المحددة، يُفهم هذا النموذج على أنه متعدد الأبعاد، حيث يوجد كل بُعد ضمن نطاق متصل. وتُعرّف أطراف هذه الأبعاد في الأقسام الفرعية التالية.

#### التزامن الزمني
يتعلق هذا البعد بالتوقيت الذي يحدث فيه العمل التعاوني. ويمكن أن يتراوح ذلك بين الاجتماعات الحية التي تُعقد في أوقات محددة، ومتابعة تسجيلات أو الرد على رسائل لا تتطلب أن يكون جميع المشاركين نشطين في الوقت الذي تم فيه إنشاء هذه المواد.

#### التوزع المكاني
يشير هذا البعد إلى المسافة الجغرافية التي قد تفصل بين أعضاء الفريق أثناء تعاونهم. وأدنى مستويات التوزع تكون في الاجتماع الحضوري الذي يجمع جميع الأعضاء في نفس المكان. أما أقصى مستويات التوزع فتشمل التعاون عن بعد باستخدام التكنولوجيا، وقد يمتد ذلك إلى فرق تعمل من بلدان مختلفة.

#### النطاق
يشير نطاق المشروع التعاوني إلى عدد الأفراد المشاركين فيه. وكلما ازداد عدد المشاركين، زادت الحاجة إلى تقسيم المهام بشكل أدق وأكثر تعقيدًا لضمان مساهمة الجميع بشكل فعّال.

#### عدد جماعات الممارسة
تشير جماعة الممارسة إلى مجموعة من الأفراد الذين يشتركون في معرفة متخصصة بموضوع معين. وقد تضم الجماعة مبتدئين وخبراء، إذ يكتسب الأعضاء الجدد المعرفة بالتدرج، ومع مرور الوقت يصبحون خبراء بدورهم مع انضمام أعضاء جدد، مما يؤدي إلى توسّع الجماعة تدريجيًا. وقد تكون هذه الجماعات ضيقة التخصص أو واسعة، بحسب طبيعة أعضائها.

#### الحداثة
بعض المشاريع التعاونية تكون أكثر رسوخًا من غيرها، ما يعني أن ممارساتها ومعاييرها قد تكون أكثر استقرارًا. و"الحداثة" هنا تُشير إلى مدى تطور الجهد التعاوني في لحظة معينة. فالمشاريع الناشئة تكون أقل نضجًا، وتحتاج إلى وقت أطول لتأسيس أرضية مشتركة بين أعضائها، ما يعكس ارتفاعًا في درجة الحداثة لديها.

#### الديمومة المخططة
يشجع هذا البعد الفرق على تأسيس ممارسات ومصطلحات وتقاليد عمل مشتركة منذ المراحل المبكرة، لضمان الاتساق والفهم المتبادل مع تطور المشروع. وبما أن مدة المشروع قد تكون غير معروفة مسبقًا، فإن هذا التخطيط يعزز قدرة الفريق على التعامل مع التحديات اللاحقة، خاصة في ظل التنوع بين الأعضاء واختلاف خلفياتهم.

#### معدل التغير في العضوية
يُستخدم هذا البعد لوصف معدل مغادرة الأفراد لمجموعة تعاونية. وقد يحدث هذا التبدل بمعدلات مختلفة، ويكون تأثيره متفاوتًا حسب استقرار المجموعة وحجمها. فمثلًا، في المشاريع المستقرة أو ذات النطاق الصغير، قد يكون لخروج عضو تأثير كبير، في حين أن المشاريع المؤقتة أو المفتوحة قد تتحمل معدلات تبدل أعلى دون تأثير كبير، نظرًا لعدد المشاركين الكبير. ومثال على ذلك مصدر جماهيري مثل ويكيبيديا، حيث يساهم المستخدم في تعديل مقال واحد ثم يغادر، دون أن يُسبب ذلك ضررًا بسبب وفرة المساهمين الآخرين.

### اعتبارات لتصميم التفاعل

#### تقديم الذات

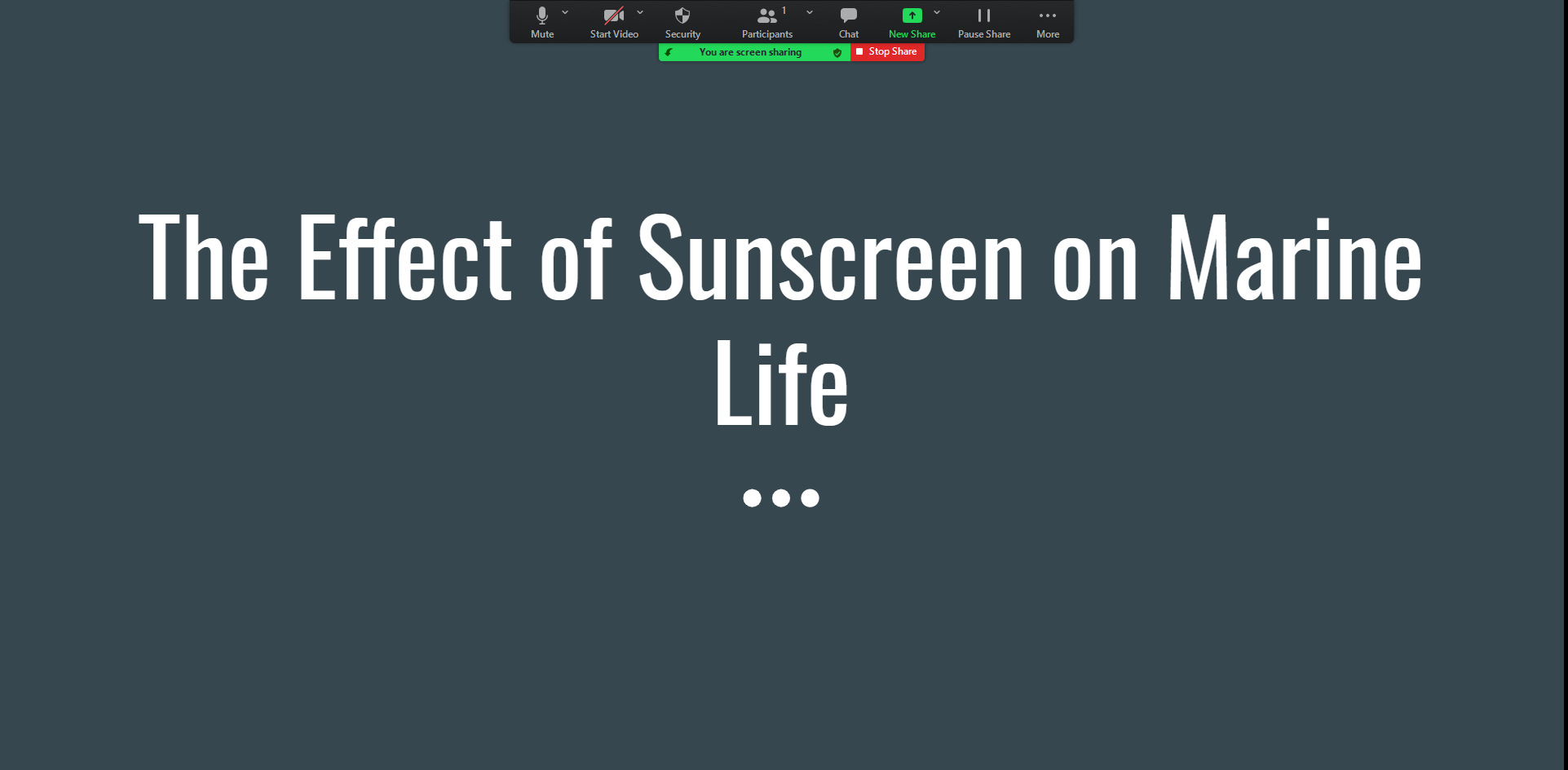
عرض تقديمي عبر منصة زووم

لقد دُرست إدارة الانطباع في البيئات التقليدية وجهًا لوجه، ولكن مع تبني المجتمع لثقافة المحتوى، أوجدت المنصات الاجتماعية إمكانيات جديدة لتقديم الذات عبر الإنترنت. وبسبب التطور التكنولوجي وتزايد الإمكانيات التي توفرها هذه المنصات، أعادت المجتمعات تشكيل طريقة المستخدمين في تقديم أنفسهم عبر الإنترنت تبعًا لمداخلات الجمهور وانهيار السياقات.
في البيئات الرقمية، يكون الجمهور غير مرئي فعليًا، مما يُعقّد قدرة المستخدمين على التمييز بين الجمهور المقصود. وتشمل مداخلات الجمهور في المنصات الاجتماعية التعليقات والمشاركة والإعجاب والإشارة وغيرها. على سبيل المثال، يُشجّع لينكد إن على التعليق، حيث يفوق التفاعل الإيجابي التفاعل السلبي في مواضيع مثل الإعلانات المهنية. بالمقابل، قد تكون مداخلات الجمهور غير مرغوبة، مما قد يؤدي إلى عواقب في الحياة الواقعية، لا سيما بالنسبة للفئات المهمشة المعرضة لتعليقات مبررة وغير مبررة على منشوراتهم العامة.
يحدث "انهيار السياق" عندما تجتمع جماهير مختلفة في وقت واحد، مما يجعل المحتوى المُعد لجمهور معيّن مرئيًا لجماهير غير مقصودة. ويُعدّ انهيار السياق أكثر تحديًا مع انتشار البرمجية المحتكرة، مما يُولّد تعارضًا في المصالح بين الجمهور المثالي للمستخدم وخوارزمية المنصة التي تستهدف جمهورًا مختلفًا. ويؤثر هذا الانهيار في كيفية تقديم الذات حين تندمج جماهير كانت مفصولة سابقًا في جمهور واحد.

#### إمكانية الفعل
مع تزايد عدد منصات الوسائط، تتزايد كذلك الإمكانيات التي تؤثر بشكل مباشر في كيفية إدارة المستخدمين لتقديمهم الذاتي. وفقًا للباحثين، فإن أكثر ثلاث إمكانيات تأثيرًا في كيفية تقديم المستخدمين لأنفسهم في الفضاء الرقمي هي: عدم الكشف عن الهوية، والاستمرارية، والظهور.
تشير "عدم الكشف عن الهوية" في وسائل التواصل الاجتماعي إلى فصل هوية الفرد على الإنترنت عن هويته الواقعية، من خلال عدم تحديد مصدر رسائله. وتُظهر المنصات التي تدعم هذا النوع من الخصوصية (مثل ريديت) مستخدمين يميلون لتقديم ذواتهم الواقعية بشكل أكثر دقة. وعلى النقيض، تميل المنصات التي تقل فيها إمكانية إخفاء الهوية إلى جذب مستخدمين يصورون أنفسهم بصورة تختلف عن الواقع، ما يخلق نوعًا من "الدور". على سبيل المثال، يفرض فيسبوك سياسة "الاسم الحقيقي" المثيرة للجدل، مما يعزز الصلة بين الهوية الرقمية والواقعية. كما أن ربط الهوية الرقمية بشخص حقيقي يعزز من الصدق في تقديم الذات.
المنصات التي تتمتع بـ"استمرارية المحتوى" تخزّن المحتوى ليُعاد الوصول إليه لاحقًا. فمثلًا، إنستغرام وفيسبوك يحتفظان بالمحتوى حتى يُحذف، في حين أن سناب شات يتميز بانخفاض استمراريته لأن المحتوى فيه عوابر، مما يدفع المستخدمين إلى نشر محتوى يعكس واقعهم بصورة أكبر.
أما "الظهور" في المنصات الاجتماعية، فيُقصد به إمكانية الوصول إلى المعلومات من خلال البحث بكلمات أو وسوم مثل علامة المربع. وعندما يصبح المحتوى مرئيًا، يدرك المستخدمون أهمية صورتهم الرقمية ويعدّلونها وفقًا لذلك. تسمح بعض المنصات بالتحكم في من يرى المحتوى (مثل قائمة الأصدقاء المقربين في سناب شات وإنستغرام)، لكن لا يوجد ضمان لوصول المحتوى فقط إلى الجمهور المقصود. على سبيل المثال، يتيح فيسبوك عرض المحتوى للأصدقاء المباشرين وأصدقاء الأصدقاء. وقد تمثل خوارزميات فيسبوك تحديًا خاصًا للفئات المهمشة بسبب آليات الظهور غير الواضحة. بالإضافة إلى ذلك، يواجه المستخدمون مخاوف تتعلق بالخصوصية في ظل انتشار ظاهرة لقطة شاشة.

### الكائن الحدودي
الكائن الحدودي هو عنصر معلوماتي يُستخدم بطرق مختلفة من قبل مجتمعات أو مجالات معرفية متعددة، وقد يكون كائنًا ماديًا ملموسًا أو مفهومًا مجردًا.
من أمثلة الكائنات الحدودية:
- أغلب مكتبات الأبحاث،[27] إذ تستفيد منها مجموعات بحثية مختلفة بطرق مختلفة.
- المشاريع البحثية متعددة التخصصات، إذ يكون لكل قطاع أو مجموعة بحثية أهداف مختلفة.[28]
- الحدود الجغرافية لولاية أمريكية، حيث تُستخدم في خرائط الطرق للمسافرين أو في خرائط بيئية للعلماء.[27]

في مجال العمل التعاوني المدعوم بالحاسوب، تُستخدم الكائنات الحدودية عادةً لدراسة كيفية انتقال المعلومات والأدوات بين الثقافات أو المجتمعات المختلفة.
من أمثلة الكائنات الحدودية في بحوث العمل التعاوني المدعم بالحاسوب:
- السجلات الصحية الإلكترونية، التي تنقل معلومات صحية بين مجموعات ذات أولويات مختلفة (كالأطباء والممرضين وموظفي السكرتارية الطبية).[29]
- مفهوم "بيئة العمل الرقمية" كما استُخدم في النقاش السياسي السويدي.[30]

### التقييس مقابل المرونة في العمل التعاوني
يُعرّف التقييس بأنه "عمليات مرنة تُطبّق كبروتوكول معياري عبر منظمة لتبادل المعرفة والممارسات المثلى". أما المرونة، فهي "القدرة على تخصيص العمليات وتطويرها لتناسب أهداف فريق العمل الرشيق".
بوصفهما أدوات في العمل التعاوني المدعوم بالحاسوب، فإن التقييس والمرونة يكادان أن يكونا متعارضين. تأخذ المرونة في العمل التعاوني المدعوم بالحاسوب شكلين: مرونة للتغيير المستقبلي، ومرونة للتفسير. كل ما يتم على الإنترنت يتطلب قدرًا من التقييس نظرًا لمعايير الإنترنت الموحدة، مثل البريد الإلكتروني الذي وضع مسودته الأولى عام 1977. لا توجد أداة العمل التعاوني المدعوم بالحاسوب مثالية في مرونتها، فجميعها تفقد المرونة عند واحدة أو أكثر من ثلاث مراحل: مرحلة تصميم الأداة، مرحلة بناء التطبيق، أو مرحلة استخدام التطبيق.

#### التقييس في البنية التحتية للمعلومات
تتطلب البنية التحتية للمعلومات مستوى عاليًا من التقييس لإنجاح التعاون. إذ تنتقل البيانات بين شركات، بل أحيانًا بين دول، مما يتطلب معايير دولية لتسهيل التواصل. وغالبًا ما تُدمج بيانات شركة معينة ضمن نظام أكبر، ويصبح ذلك شبه مستحيل بدون التقييس. ولا تتيح هذه البنية إلا القليل من المرونة، إذ إن تغيير معيار واحد قد يؤثر على مئات المعايير الأخرى.

#### المرونة في الأدوات البرمجية
يتطلب تصميم أدوات العمل التعاوني المدعوم بالحاسوب مرونة في التفسير، فمن الضروري أن تكون الأدوات عامة وقابلة للاستخدام بطرق متعددة. ومن الجوانب الأساسية للمرونة أيضًا قابلية التمديد، أي مدى إمكانية تطوير مكونات أو أدوات جديدة باستخدام ما توفره الأداة. من الأمثلة على هذه الأدوات "أوفال" (Oval) التي تتكون من أربعة مكونات: الكائنات، المشاهدات، العوامل، والروابط. وقد استُخدمت هذه الأداة في إعادة إنشاء أربعة أنظمة تواصل سابقة: المنسق، جيبيس، لوتس نوتس، وعدسة المعلومات. وقد أثبتت الأداة أنها قادرة، بفضل مرونتها، على إنشاء أشكال متعددة من تطبيقات التواصل بين الأقران.

## التطبيقات

### التطبيقات في التعليم
شهد التعليم عن بُعد ثلاث مراحل رئيسية: الأولى كانت عبر خدمات البريد، والثانية من خلال وسائل الإعلام الجماهيري مثل الراديو والتلفاز والأفلام، أما الثالثة فهي الوضع الحالي المتمثل في التعليم الإلكتروني. يُعد التعلم المدعوم بالتكنولوجيا، أو ما يُعرف بـ"التعلم الإلكتروني"، موضوعًا متزايد الأهمية في مجال التعليم، خاصة مع تطور جائحة فيروس كورونا التي دفعت العديد من المدارس إلى التحول نحو التعلم عن بُعد. يُعرّف التعلم الإلكتروني بأنه "استخدام التكنولوجيا لدعم وتعزيز ممارسات التعلم". ويشمل استخدام أنواع مختلفة من تقنيات المعلومات والاتصالات، ويقتصر على استخدام الإنترنت والشبكات الداخلية في عملية التعليم والتعلُّم. يتم تطوير المحتوى بشكل أساسي من خلال استخدام أهداف التعلم لإنشاء أنشطة عبر البيئات التعليمية الافتراضية، وأنظمة إدارة المحتوى، وأنظمة إدارة التعلم. وقد أحدثت هذه التقنيات تحولًا هائلًا بوصفها أدوات من أدوات العمل التعاوني المدعوم بالحاسوب، إذ تتيح للطلاب والمعلمين العمل على نفس المنصات والتواصل في فضاء إلكتروني مشترك. يمكن تقديم المحتوى إما بشكل غير متزامن، مثل البريد الإلكتروني والمنتديات النقاشية، أو بشكل متزامن، مثل الدردشة أو مؤتمرات الفيديو. يتيح التعليم المتزامن تفاعلًا أكثر مساواة بين الطلاب والمعلمين، ويعزز التواصل بين الطلاب لتنفيذ المشاريع والواجبات الجماعية.

#### إطار مجتمع الاستقصاء
فسر التعلم الإلكتروني من خلال إطار "مجتمع الاستقصاء" الذي قدّمه غاريسون وزملاؤه. يتضمن هذا الإطار ثلاثة عناصر رئيسية: الحضور المعرفي، الحضور الاجتماعي، والحضور التعليمي.
- الحضور المعرفي في هذا الإطار هو مقياس لقدرة المتعلّمين على بناء المعنى من المحتوى التعليمي. ويفترض أن لدى الطلاب إمكانية الوصول إلى شبكة واسعة من مصادر المعرفة، بما في ذلك الأقران والمعلمين والخريجين والمهنيين العاملين.[34] وقد سهل التعلم الإلكتروني هذا الوصول عبر الإنترنت، ويمكن إجراء هذه الاتصالات بشكل متزامن عبر الفيديو أو الصوت أو النص.
- الحضور الاجتماعي يشير إلى مدى قدرة المشاركين على التواصل على مستوى اجتماعي وتقديم أنفسهم كـ"أشخاص حقيقيين".[38] وقد أظهرت مؤتمرات الفيديو زيادة في الحضور الاجتماعي لدى الطلاب.[39] وجدت إحدى الدراسات أن "الحضور الاجتماعي في المؤتمرات الافتراضية يمكن أن يؤثر إيجابيًا على فعالية المجموعة وأدائها من خلال تعزيز التماسك الجماعي".[40] هذا النوع من المعلومات مفيد جدًا في تصميم أنظمة المستقبل، لأنه يوضح أهمية التكنولوجيا مثل مؤتمرات الفيديو في التعليم المتزامن. إذ تتيح الرؤية المتبادلة عبر الفيديو تقوية الروابط بين الأعضاء وتسريع إنجاز المهام.[40] ويساعد تعزيز الحضور الاجتماعي في بيئات التعليم الإلكتروني على فهم المحتوى بشكل أفضل وحل المشكلات الجماعية.
- الحضور التعليمي يتضمن وظيفتين رئيسيتين: إنشاء المحتوى وتيسيره.[38] غالبًا ما يقوم المعلم بإنشاء المحتوى، ولكن يمكن للطلاب والمعلمين تقاسم دور التيسير، لا سيما في التعليم العالي.[38] ويتمثل الهدف من الحضور التعليمي في "دعم وتعزيز الحضور الاجتماعي والمعرفي لتحقيق النتائج التعليمية".[38]

أصبحت البرمجيات والأدوات التعليمية الافتراضية أكثر انتشارًا على مستوى العالم. وينبغي أن تكون المنصات والأدوات التعليمية عن بُعد متاحة لجميع الفئات العمرية، بما في ذلك الأطفال وكذلك أولياء الأمور أو المعلمين، ومع ذلك، فإن هذه الأطر لا تتكيف مع احتياجات الأطفال. فعدم الاهتمام بتصميم واجهات مناسبة للأطفال يُصعّب من التواصل بين الأطفال والبالغين الذين يستخدمون هذه البرمجيات، مما يؤدي إلى انخفاض المشاركة في التعلم الافتراضي وضعف التعاون بين الأقران. بالإضافة إلى ذلك، قد يواجه المعلمون الأكبر سنًا صعوبة في استخدام هذه التكنولوجيا والتواصل مع طلابهم. وكما هو الحال في تدريب العمال الأكبر سنًا على أدوات العمل التعاوني المدعوم بالحاسوب، فإن تدريب الطلاب الصغار أو المعلمين الأكبر سنًا على استخدام التكنولوجيا الافتراضية يُعد أمرًا صعبًا، وقد لا يكون ممكنًا على نطاق واسع ضمن الفصول الدراسية والمنصات التعليمية الافتراضية.

### التطبيقات في الألعاب
تُعد الألعاب التعاونية في الواقع المختلط تجربة اجتماعية مشتركة معدّلة، حيث يمكن للاعبين التفاعل في الوقت الحقيقي مع البيئات المادية والافتراضية الخاصة بالألعاب، وكذلك مع لاعبين آخرين لعبة فيديو جماعية. يمكن أن يتم ذلك من خلال أي وسيلة من وسائل الاتصال، أو تمثيل الذات، أو التعاون.

#### أنظمة الاتصال
يختبر أعضاء المجموعة ممارسات اتصال فعّالة بفضل وجود منصة مشتركة للتعبير عن الآراء وتنسيق المهام. لا تقتصر هذه التكنولوجيا على السياقات المهنية، بل تُستخدم أيضًا في عالم الألعاب. عادةً ما توفر بيئة العمل التعاونية المدعومة بالحاسوب ألعابًا متزامنة وغير متزامنة تتيح لعدة أفراد التنافس في نشاط معين عبر الشبكات الاجتماعية. وهكذا، جعلت هذه الأداة الألعاب أكثر إثارة من خلال تسهيل الأنشطة الجماعية في الوقت الحقيقي، والتفاعلات الاجتماعية الواسعة النطاق التي تتجاوز الحدود الجغرافية.

#### تمثيل الذات
تُبرز دراسات تفاعل الإنسان مع الحاسوب، وبيئة العمل التعاونية المدعومة بالحاسوب، ولعبة تقمص الأدوار كثيفة اللاعبين على الإنترنت أهمية إدارة الانطباع بوساطة الصور الرمزية (الأفاتار) في تجربة اللاعب. وقد جمعت هذه الدراسات بين مكونين معروفين لتمثيل الذات في الألعاب. أولًا، من خلال اختيار وتخصيص الصور الرمزية، يتم دمج العديد من القيم الاجتماعية (مثل أدوار الجنسين والمعايير الاجتماعية) والتعبير عنها ضمن صورة اللاعب الذاتية. ثانيًا، يتيح تمثيل الذات في الألعاب استكشاف هويات جديدة بالكامل أو تأكيد الهويات الموجودة، ويشمل ذلك اللعب عبر الجنس واللعب غير النمطي جنسيًا. يجري الاتصال المُدار بالحاسوب في سياقات الألعاب عبر قنوات متعددة، يمكن أن تتضمن أنظمة رسائل منظمة، ولوحات مناقشة، وغرف اجتماعات، ومفكرات مشتركة. وهكذا، يستطيع اللاعبون إجراء المحادثات أثناء تقدمهم في اللعب، مما يخلق تجربة حيوية. وبهذا، توفّر ميزات ألعاب الفيديو منصة للمستخدمين للتعبير عن أنفسهم بحرية.

#### التعاون وتصميم الألعاب في ألعاب الفيديو متعددة اللاعبين
يُعد الجانب التعاوني والتفاعلي اجتماعيًا في ألعاب الفيديو أكثر وضوحًا في المجتمعات الإلكترونية. غالبًا ما تحتوي ألعاب الفيديو الشائعة على مجموعات اجتماعية متنوعة لمجتمع لاعبيها. فعلى سبيل المثال، في لعبة المهام متعددة اللاعبين وورلد أوف ووركرافت، تُعد "النقابات" الجانب الأكثر تعاونية وتفاعلًا اجتماعيًا، وهي تحالفات من الأفراد يتوجب على اللاعبين الانضمام إليها. من خلال دمج النقابات، تتيح وورلد أوف ووركرافت للاعبين العمل مع أعضاء فرقهم، الذين قد يكونون من أي مكان في العالم. ويكون اللاعبون المنتمون إلى نقابة معينة أكثر ميلًا للعب وأداء المهام مع زملائهم في النقابة في كل مرة، مما يعزز الروابط بينهم ويخلق إحساسًا بالمجتمع. إن هذه الروابط والصداقة التي تتشكل من اللعب مع أعضاء النقابة لا تحسّن التعاون داخل اللعبة فحسب، بل تخلق أيضًا شعورًا بالانتماء، وهو أحد أهم سمات المجتمعات الإلكترونية للألعاب.
عند تصميم لعبة تعاونية متعددة المستخدمين، يجب مراعاة الترابط الإيجابي، والمسؤولية الفردية، والمهارات الاجتماعية. يشير الترابط الإيجابي إلى اعتماد أعضاء المجموعة على بعضهم البعض لتحقيق هدف مشترك. في الألعاب، يتمثل ذلك في فهم اللاعبين ضمن فريق أو مجموعة أن العمل الجماعي مفيد، وأن النجاح أو الفشل يُقاس بشكل جماعي إذا شارك الجميع. ومن الأمثلة على إدماج هذا المفهوم في لعبة فيديو: وضع هدف مشترك للفريق لتحفيز التعاون. المبدأ التالي هو المسؤولية الفردية، أي أنه يجب على كل فرد في المجموعة بذل أقصى جهد لضمان نجاح الفريق ككل. يمكن دمج هذا المبدأ في الألعاب من خلال نظام حوافز، يُكافأ فيه اللاعبون بنقاط إضافية عند إتمام مهمة أو إجراء يزيد من فرص الفريق في النجاح. أما المبدأ الأخير، وهو المهارات الاجتماعية، فهو الأكثر أهمية عند تصميم لعبة تعاونية. ومن الأمثلة على تطوير المهارات الاجتماعية للاعبين من خلال الألعاب: خلق مواقف داخل اللعبة يُطلب فيها من اللاعبين توزيع الأدوار، والتخطيط، والتنفيذ لحل مشكلة معينة. من خلال اتباع هذه المبادئ، يمكن لمطوري الألعاب خلق بيئات تشجع على التعاون والتفاعل الاجتماعي بين اللاعبين.

### تطبيقات الأجهزة المحمولة
تُعد الأجهزة المحمولة عمومًا أكثر سهولة في الوصول من نظيراتها غير المحمولة، إذ إن حوالي 41% من سكان العالم يمتلكون جهازًا محمولًا وفقًا لمسح أُجري في عام 2019. وبالاقتران مع سهولة حملها نسبيًا، تُستخدم الأجهزة المحمولة في مجموعة واسعة من البيئات التي قد لا تعمل فيها الأجهزة الحاسوبية الأخرى بنفس الكفاءة. نتيجة لذلك، تُمكّن الأجهزة المحمولة من إجراء مؤتمرات الفيديو والمراسلة النصية في بيئات متعددة كانت لتكون غير ممكنة من دونها.
يُستخدم تطبيق التواصل الاجتماعي الصيني وي تشات لتسهيل التواصل بين المرضى والأطباء. ويُعزز وي تشات التفاعل الصحي بين المريض والطبيب من خلال السماح بالتواصل المباشر لأعراض المريض.

### تطبيقات في وسائل التواصل الاجتماعي
وسّعت أدوات ومنصات التواصل الاجتماعي من نطاق التواصل الافتراضي بين مختلف الأجيال. ومع ذلك، نظرًا لأن كبار السن أقل ارتياحًا لاستخدام أدوات الحوسبة التعاونية المدعومة بالحاسوب (CSCW)، فإن تصميم منصات اجتماعية تلبّي الاحتياجات الاجتماعية لكل من الأجيال الأكبر سنًا والأصغر يُعد تحديًا.
غالبًا ما تُركّز هذه الأنظمة الاجتماعية على تطوير وظائف رئيسية وميزات موجهة للشباب، مما يؤدي إلى مشكلات في التكيّف لدى كبار السن. إضافة إلى ذلك، فإن غياب قابلية التوسّع في هذه الميزات يجعل من الصعب على هذه الأدوات التكيف مع الاحتياجات المتغيرة للأجيال مع مرور الوقت. ومع صعوبة تبني كبار السن لمنصات التواصل الافتراضي بين الأجيال، يزداد خطر العزلة الاجتماعية لديهم.
وعلى الرغم من تطوير أنظمة مصممة خصيصًا لكبار السن لتمكينهم من التواصل مع بعضهم البعض، إلا أن أطر تصميم هذه الأنظمة ليست معقدة بما فيه الكفاية لدعم التواصل بين الأجيال.

### تطبيقات الحوسبة المنتشرة
ضمن نماذج التعاون الأكثر تطورًا، تبرز ما يُعرف بـ«الحوسبة المنتشرة». وقد صاغ هذا المصطلح لأول مرة مارك ويزر من شركة بارك. وقد وُضع هذا المصطلح لوصف ظاهرة انتشار تقنيات الحوسبة في كل مكان. وقد أُنشئت لغة جديدة لمراقبة ديناميات انتشار الحواسيب على نطاق واسع وآثار ذلك على المستخدمين في الأنظمة التعاونية. ومن خلال استخدام تطبيقات التجارة الاجتماعية، وصعود وسائل التواصل الاجتماعي، وتوفّر الأجهزة الذكية والإنترنت على نطاق واسع، ظهرت مجالات بحثية متزايدة ضمن الحوسبة التعاونية المدعومة بالحاسوب نتيجة لهذه الاتجاهات الثلاثة. وتشمل هذه المواضيع المنهج الإثنوميثودولوجي وتحليل المحادثة في سياق وسائل التواصل الاجتماعي، والحوسبة المنتشرة، والتجارة الاجتماعية القائمة على الرسائل الفورية.

#### المنهج الإثنومنهجي والتزامنية
في الدراسة المعنونة أنت توصي، وأنا أشتري: كيف ولماذا يشارك الناس في التجارة الاجتماعية المعتمدة على التراسل الفوري، حلّل الباحثون اثني عشر مستخدمًا لمنصات التجارة الاجتماعية في تطبيقات التراسل الفوري الصينية لدراسة كيفية تأثير أنظمة التوصية الاجتماعية في تلك المنصات على تجربة المستخدم. أُجريت الدراسة على منصات صينية فقط، وأهمها وي تشات. وقد تم تنفيذ البحث بواسطة فريق يتكوّن من أعضاء من جامعة ستانفورد، وجامعة بكين، وجامعة بوسطن، وجامعة كيوتو. أُجريت المقابلات خلال شتاء عام 2020، وكانت تحليلًا نوعيًا بحتًا، اعتمد فقط على المقابلات. هدفت هذه المقابلات إلى استطلاع كيفية انخراط المشاركين في التجارة الاجتماعية المعتمدة على التراسل الفوري، وتجاربهم فيها، وأسباب دعمهم أو رفضهم لها، والتغيرات التي أحدثتها في حياتهم.
تتكامل الخدمة المعتمدة على التراسل الفوري بشكل مباشر مع التجارب الاجتماعية الحميمة، إذ يُعد التراسل الفوري شكلًا من أشكال الرسائل النصية في الزمن الحقيقي عبر الشبكة، ويمكن أن يكون نشاطًا تزامنيًا أو غير تزامني. تجعل التجارة الاجتماعية المعتمدة على التراسل الفوري تجربة التسوق أكثر سهولة للمستخدم. وفيما يتعلق بمجال الحوسبة التعاونية المدعومة بالحاسوب (CSCW)، تُعد هذه الحالة مثالًا على الحوسبة المنتشرة. تصف الدراسة هذه التجربة بأنها «قفزة خارج الصندوق»، لأن المنصة القائمة على التراسل الفوري تسهّل تغيير سلوك المستخدم والتجربة العامة للتجارة الاجتماعية.
تتمثل فائدة هذا النموذج في أن التطبيق يستفيد من العلاقات الشخصية والشبكات الواقعية، مما قد يؤدي إلى تجربة عملاء أكثر معنى، قائمة على الثقة.

#### التضمينية
في دراسة أخرى ضمن أبحاث العمل التعاوني المدعوم بالحاسوب، بعنوان التضمينية والتتابعية في وسائل التواصل الاجتماعي، استُخدم إطار إثنومنهجي وتحليل المحادثات لتحليل سلوك مستخدمي فيسبوك. تُعنى الإثنومنهجية بدراسة التفاعلات اليومية للناس وكيف تساهم في تشكيل نظرتهم للعالم، بينما يركّز تحليل المحادثات على بُنى الحوارات لاستخلاص كيفية تشكيل الأفراد لتجاربهم. أشار فريق البحث من جامعة نوتنغهام وجامعة ستوكهولم إلى أن «الفعل البشري في الزمن الحقيقي، لحظة بلحظة» كان غائبًا نسبيًا عن أدبيات العمل التعاوني المدعوم بالحاسوب المتعلقة بوسائل التواصل الاجتماعي.
وتكمن أهمية هذا النهج في أنه يمكن أن يقدّم رؤى جديدة في تصميم الشبكات الاجتماعية التعاونية، بدلًا من الاعتماد فقط على استرجاع التجربة. ويُقدّم التعريف الرسمي التالي لإطار الإثنومنهجي وتحليل المحادثات:

بالنسبة للإطار الإثنومنهجي وتحليل المحادثات، تُنظَّم أنشطة الحياة اليومية زمنيًا—فبعض الأمور تحدث بشكل روتيني قبل غيرها. ويوجد بطبيعة النشاط "تتابعية" كانت ضرورية لفهم الطابع المنظم للحديث والتفاعل الجسدي.

بمعنى آخر، يهتم الإطار بتسلسل الأحداث للكشف عن نوع من النظام الكامن في سلوكنا اليومي. ويُظهر هذا البحث أن الزمن، باعتباره أحد الأبعاد في تصميم الأنظمة التعاونية، عامل مهم. ومن العوامل الأخرى البارزة "المسافة". في دراسة بعنوان هل لا تزال المسافة مهمة؟ إعادة النظر في أساسيات العمل التعاوني المدعوم بالحاسوب للتعاون الموزع، تم استكشاف الظروف التي تصبح فيها المسافة مؤثرة، وتحديدًا مشكلة "المعرفة المتبادلة"، التي تنشأ عندما يواجه فريق في نظام تعاوني موزّع خللًا في التواصل بسبب غياب الفهم المشترك للسياق الذي يعملون فيه.

#### الأنشطة المتزامنة والمترابطة والمتوازية
يمكن الآن استكشاف حلول للقضايا غير المحسومة في أنظمة الحوسبة المنتشرة، بعد أن لم تعد ملاحظات المستخدمين في وسائل التواصل الاجتماعي مبنية على التذكّر فقط. من بين هذه الأسئلة: "كيف تبدأ وسائل التواصل الاجتماعي في الاستخدام وتتوقف؟ متى تُستخدم؟ وكيف يتم تنظيم استخدامها ودمجه مع أنشطة موازية أخرى تحدث في الوقت ذاته؟"
تشير الأنشطة المتوازية إلى الأحداث التي تجري ضمن تقنيات الحوسبة المنتشرة وتطبيقات العمل الجماعي المشترك. يساعد تحليل الأنشطة التتابعية والمتوازية لمجموعات المستخدمين في شبكات التواصل على «إدارة تجربة الحياة اليومية». وتُظهر الدراسة أن قرارات مصممي تطبيقات التواصل الاجتماعي تلعب دورًا وسيطًا في تجربة المستخدم النهائية، سواء بشكل إيجابي أو سلبي، إذ تكشف عن: "متى يُنشر المحتوى وما الذي يُرتبط به تتابعيًا".

#### بُنى الحوسبة المنتشرة
في سياق بنى الحوسبة، تقدم دراسة بعنوان دمقرطة الحوسبة المنتشرة – حق للمجتمع المحلي، والتي أُجريت من باحثين في جامعة لانكستر، تحليلًا لتأثير الحوسبة المنتشرة على المستخدمين والمجتمع.
تركّز الدراسة على المناطق الحضرية، حيث يمكن توقّع تفاعل اجتماعي وتكنولوجي كبير. ومن المبادئ التوجيهية الواضحة في البحث أن الهدف من تطوير تقنيات الحوسبة المنتشرة يجب أن يكون تحقيق أكبر قدر من المنفعة لأكبر عدد من الناس. وتلاحظ الدراسة:

يمكن أن تلعب بنية الحوسبة المنتشرة دورًا مهمًا في تمكين وتعزيز العمليات الاجتماعية المفيدة، فهي - بخلاف الكهرباء - تعزّز القوة المعرفية للمجتمع من خلال قدرتها على ربط الناس بالمعلومات. ورغم أن مشاريع البنية التحتية في الماضي سعت إلى ربط المجالات الحضرية ومجتمعاتها المختلفة عرقيًا واقتصاديًا وثقافيًا، إلا أن غراهام وآخرين أشاروا إلى ازدياد تفكك إدارة وملكية تلك البنى التحتية.

ويعني ذلك أن الحوسبة المنتشرة قد تزيد من تهميش الفئات الضعيفة عبر الإنترنت. ومن بين المقترحات المطروحة لمعالجة هذه الإشكالات: تعزيز الشفافية بشأن جمع البيانات الشخصية، ومحاسبة الأفراد والمجتمعات على كيفية جمع البيانات في بنى الحوسبة المنتشرة.
أحد الأبحاث ذات الصلة بعنوان البيانات في العمل: دعم المشاركة في العلوم والهندسة يناقش كيفية بناء بنى تحتية أفضل تدعم تبادل البيانات المفتوحة، مما يمكّن المستخدمين ويعزز التعاون.
وبالأساس، ستعكس الحوسبة المنتشرة اختيارات المجتمع، وهذه الخيارات ستؤثر في الأنظمة التي تُبنى. تُعد الحوسبة المنتشرة محورية في مجال العمل التعاوني المدعوم بالحاسوب، لأنه مع تحطيم الحواجز الجغرافية عبر التكنولوجيا، تتعزز علاقتنا بتلك المواقع بدل أن تضعف. ومع ذلك، تبقى هناك تحديات محتملة تتعلق بالتعاون الاجتماعي في أماكن العمل.

## التحديات

### الفجوة الاجتماعية – التقنية
غالبًا ما يعتمد نجاح أنظمة التعاون المدعومة بالحاسوب (CSCW) على السياق الاجتماعي إلى درجة يصعب معها التعميم. وبناءً عليه، قد تفشل أنظمة العمل التعاوني المدعوم بالحاسوب التي تعتمد على تصميم أنظمة ناجحة في أن تكون ملائمة في سياقات أخرى تبدو مشابهة لعدة أسباب يصعب تحديدها "قبلية وبعدية". يطلق الباحث في العمل التعاوني المدعوم بالحاسوب مارك آكرمان على هذا "الفجوة بين ما نعرف أنه يجب دعمه اجتماعيًا وما يمكننا دعمه تقنيًا" اسم الفجوة الاجتماعية-التقنية ويصف أجندة البحث الرئيسية لـ العمل التعاوني المدعوم بالحاسوب بأنها "استكشاف وفهم، ومن ثم تحسين" هذه الفجوة.
من المهم تحليل "ما نعرف أنه يجب دعمه اجتماعيًا" لعدة أسباب. فطريقة التفاعل التي تحدث في البيئات الشخصية هي أمر لا يمكن تغييره بسهولة على عكس التكنولوجيا التي يمكن تعديلها لتناسب الاحتياجات الخاصة اليوم. هناك بعض المعايير والأنماط التي يتم الالتزام بها في حياة الناس اليومية، ويكون جزء من هذه المعايير والمواقف متداولًا في العالم الرقمي. المشكلة تكمن في تقليد أنماط وأساليب التواصل اليومية في بيئة رقمية. يفحص شميت هذا المفهوم في "انتبه للفجوة"، حيث يقول: "العمل التعاوني هو ظاهرة معقدة. نحن جميعًا نشارك في أنشطة تعاونية من أنواع مختلفة في حياتنا اليومية ونلاحظ بانتظام الآخرين وهم يعملون معًا من حولنا. نحن جميعًا خبراء من خلال تجربتنا اليومية. ومع ذلك، فإن هذا الإدراك اليومي قد يكون مضللاً تمامًا عند تطبيقه على تصميم الأنظمة لدعم العمل التعاوني". على الرغم من أن التواصل الشخصي على أساس يومي هو أمر طبيعي لمعظم الناس، إلا أنه لا يمكن ترجمته بسهولة إلى العمل التعاوني. وهذا يبرز الحاجة إلى التكيف داخل أنظمة العمل التعاوني المدعوم بالحاسوب، حيث يوسع شميت النقاش حول "المرونة الأساسية التي تنشأ عن احتياجات العمل التعاوني المتغيرة". كل هذه النقاط تساهم في تسليط الضوء على الفجوات داخل أنظمة العمل التعاوني المدعوم بالحاسوب.

### القيادة
بشكل عام، تحتاج الفرق التي تعمل في بيئة العمل التعاوني المدعوم بالحاسوب إلى نفس أنواع قيادة الفرق غير المخصصة لـ العمل التعاوني المدعوم بالحاسوب. ومع ذلك، أظهرت الأبحاث أن الفرق الموزعة التي تعمل في بيئة العمل التعاوني المدعوم بالحاسوب قد تحتاج إلى مزيد من التوجيه في اللحظة التي يتم فيها تشكيل المجموعة مقارنة بالفرق التقليدية، وذلك بشكل رئيسي لتعزيز التماسك والمودة بين الأشخاص الذين قد لا تتاح لهم فرص التفاعل الشخصي بنفس القدر، سواء قبل أو بعد تشكيل المجموعة.

### تبني البرمجيات التعاونية

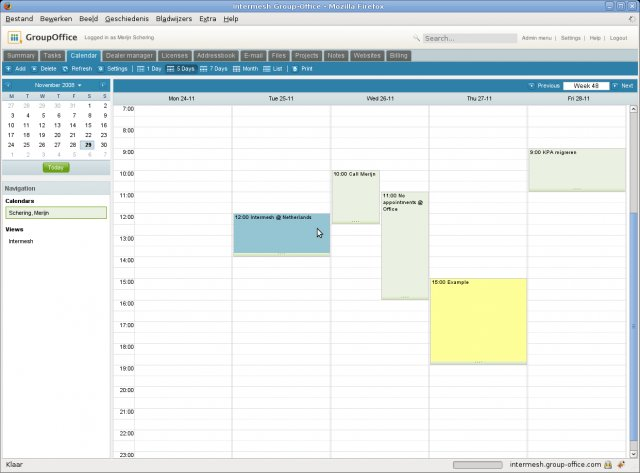
تقويم جماعي يتيح التعاون في الجداول الزمنية

تتوافق برمجيات تعاونية مع أنظمة التعاون المدعومة بالحاسوب. يُشير المصطلح إلى البرمجيات المصممة لدعم أنشطة مجموعة أو منظمة عبر الشبكة، ويشمل ذلك البريد الإلكتروني، أدوات المؤتمرات، تقاويم المجموعة، أدوات إدارة سير العمل، وغيرها.
بينما تمكّن البرمجيات التعاونية الفرق الجغرافية المتباعدة من تحقيق أهدافها التنظيمية والمشاركة في العمل التعاوني، هناك أيضًا العديد من التحديات التي ترافق استخدام هذه الأنظمة. على سبيل المثال، غالبًا ما تتطلب البرمجيات التعاونية من المستخدمين تعلم نظام جديد، وهو ما قد يعتبره المستخدمون عبئًا إضافيًا بدون فوائد واضحة. إذا لم يكن أعضاء الفريق مستعدين لتعلم واستخدام البرمجيات التعاونية، فإن من الصعب جدًا على المنظمة أن تطور الكتلة الحرجة اللازمة لكي تكون البرمجيات التعاونية مفيدة. علاوة على ذلك، أظهرت الأبحاث أن البرمجيات التعاونية تتطلب تنفيذًا دقيقًا في البيئة الجماعية، ولم يتمكن المطورون بعد من العثور على الطريقة المثلى لإدخال هذه الأنظمة في البيئات التنظيمية.
من الجانب التقني، غالبًا ما تخلق مشاكل الشبكات مع البرمجيات التعاونية تحديات في استخدام البرمجيات التعاونية لدعم العمل التعاوني المدعوم بالحاسوب. في حين أن الوصول إلى الإنترنت أصبح متاحًا بشكل متزايد، لا يزال المستخدمون الجغرافيون المتباعدون يواجهون تحديات تتعلق باختلاف ظروف الشبكة. على سبيل المثال، قد يكون مؤتمر ويب أمرًا صعبًا إذا كان بعض الأعضاء لديهم اتصال بطيء جدًا بينما يستطيع الآخرون استخدام اتصالات سريعة.

### المجموعات بين الأجيال
تكييف أدوات العمل التعاوني المدعوم بالحاسوب للمجموعات بين الأجيال هو قضية شائعة ضمن جميع أشكال العمل التعاوني. تختلف الأجيال في مشاعرها تجاه التكنولوجيا وكذلك في الطرق التي تستخدم بها التكنولوجيا. ومع ذلك، بما أن التكنولوجيا أصبحت جزءًا لا يتجزأ من المهام اليومية، فإنه يجب أن تكون متاحة لجميع الأجيال. مع تزايد أهمية العمل التعاوني وتنوعه، فإن التفاعل الافتراضي بين الأجيال المختلفة يتوسع أيضًا. نظرًا لذلك، تحتاج العديد من المجالات التي تستخدم أدوات العمل التعاوني المدعوم بالحاسوب إلى أطر عمل مصممة بعناية تأخذ في الاعتبار الأجيال المختلفة.

#### فرق العمل في أماكن العمل
أحد التحديات المتكررة في بيئات العمل التعاوني المدعوم بالحاسوب هو تطوير بنية تحتية يمكنها جسر الفجوة بين الأجيال في الفرق الافتراضية.
تعتمد العديد من الشركات على التواصل والتعاون بين الموظفين من الأجيال المختلفة لتحقيق النجاح، وغالبًا ما يتم هذا التعاون باستخدام البرمجيات والتقنيات المختلفة. تتراوح منصات البرمجيات الجماعية المدفوعة بالفرق من البريد الإلكتروني والتقاويم اليومية إلى منصات التحكم بالإصدارات، وبرمجيات إدارة المهام، والمزيد. يجب أن تكون هذه الأدوات متاحة لفرق العمل في بيئة العمل عن بُعد، مع تزايد شيوع العمل عن بُعد.
من الناحية المثالية، ستتكيف تصميمات الأنظمة مع جميع أعضاء الفريق، ولكن توجيه العمال الأكبر سنًا لاستخدام أدوات العمل التعاوني المدعوم بالحاسوب الجديدة يمكن أن يكون صعبًا في كثير من الأحيان. يمكن أن يتسبب هذا في مشاكل في الفرق الافتراضية بسبب ضرورة دمج الثروة المعرفية والخبرة التي يجلبها العمال الأكبر سنًا مع التحديات التكنولوجية للبيئات الافتراضية الجديدة. توجيه وإعادة تدريب العمال الأكبر سنًا لاستخدام التكنولوجيا الجديدة بفعالية قد يكون أمرًا صعبًا، حيث أن لديهم عمومًا خبرة أقل من العمال الأصغر سنًا في تعلم هذه التقنيات الجديدة.
مع تأخير العمال الأكبر سنًا لتقاعدهم وعودتهم إلى سوق العمل، أصبحت الفرق أكثر بين الأجيال، مما يعني أن إنشاء أطر عمل فعالة للمجموعات بين الأجيال في بيئات العمل التعاوني المدعوم بالحاسوب الافتراضية أصبح أمرًا أساسيًا.

#### الأدوات
كان التعاون بين الأقران دائمًا جانبًا أساسيًا لإنجاز المهام. العمل معًا لا يسهل فقط صعوبة المهمة المطروحة، بل يؤدي أيضًا إلى عمل أكثر فعالية يتم إنجازه. مع تزايد أهمية الكمبيوتر والتكنولوجيا في الحياة اليومية، تتغير مهارات التواصل حيث تسمح التكنولوجيا للأفراد بالبقاء على اتصال عبر العديد من الحواجز السابقة. قد تكون الحواجز أمام التواصل هي نهاية يوم العمل، أو المسافة بين الدول، أو حتى التطبيقات البطيئة التي كانت أكثر عائقًا منها مساعدًا. مع الأدوات التعاونية الجديدة التي تم تجربتها واختبارها، تم تحطيم هذه الحواجز السابقة واستبدالها بأدوات جديدة تساعد في تقدم التعاون. يمكن تقسيم الأدوات التي كانت أساسية في تشكيل العمل التعاوني المدعوم بالحاسوب إلى فئتين رئيسيتين: التواصل والتنظيم.

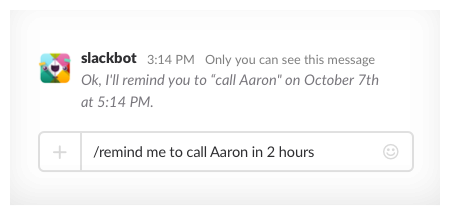
لقطة شاشة تظهر إمكانية تعيين تذكير وأيضًا إجراء مكالمة باستخدام سلاك.

- التواصل: القدرة على التواصل مع الآخرين أثناء العمل هي ميزة تزيد من سرعة ودقة إنجاز المهام. يمكن للأفراد أيضًا إرسال صور للرمز البرمجي والمشاكل عبر منصات مثل مايكروسوفت تيمز دون الحاجة إلى تغيير شاشات المراقبة. أدت هذه التغيرات إلى زيادة الإنتاجية والتواصل في المكتب بحوالي نصف.[5] سمحت القدرة على إرسال معلومات أكثر تحديدًا بسرعة للموظفين بإنجاز المزيد من الأعمال مع جهد أقل لهم أيضًا.[5] أدوات مثل مايكروسوفت تيمز وسلاك تسمح للأشخاص بالتعاون بسهولة حتى إذا كانوا في مناطق زمنية مختلفة أو مناطق جغرافية مختلفة. هذا يعني أن العمل لم يعد مقيدًا بمكاتب معينة في وظيفة من 9 إلى 5، بل يمكن إنجازه في أي مكان لأن لديك القدرة على التواصل مع شخص واحد أو مجموعات من الأشخاص على نطاق واسع.

- التنظيم: توفر التطبيقات مثل آيكال وريمايندرز على الآيفون هيكلًا زمنيًا وتذكّر المستخدمين بالمهام التي يجب عليهم إتمامها. التنظيم والتواصل يسيران جنبًا إلى جنب، حيث يساعدان الأفراد على تخطيط يومهم بشكل أفضل لأن التطبيقات تحذرهم عندما تتداخل حدثين، أو يقترب موعد استحقاق مهمة، أو إذا كان هناك وقت متاح لحدث ما. تم تقليل المتاعب في الجدولة اليومية والتنسيق الجماعي.[67][68] تساعد هذه التطبيقات عادةً في تكامل الأجهزة الإلكترونية المختلفة مثل أجهزة الكمبيوتر والأجهزة اللوحية، وبالتالي يتلقى الأشخاص التذكيرات عبر منصات متعددة. إذا كانت المنصة تسمح، يمكن لأفراد الفرق تعيين تذكيرات للأشخاص الآخرين.[67]

### الصراعات بين الأقسام

#### الانهيارات عبر الحدود
الانهيارات عبر الحدود تحدث عندما تتسبب الأقسام المختلفة في نفس المنظمة عن غير قصد في إلحاق الضرر ببعضها البعض. قد تحدث هذه الانهيارات بسبب الفشل في تنسيق الأنشطة بين الأقسام المختلفة، وهي نوع من العمل على التعبير.
قد تواجه المستشفيات الانهيارات عبر الحدود أثناء نقل المرضى. فعند إرسال مريض من قسم الطوارئ إلى غرفة العمليات، يجب عادةً إخطار قسم الوصول للمرضى الداخليين، مما يسمح لهم بتتبع عدد وأماكن الأسرة المتاحة في وحدة العناية المركزة. ومع ذلك، عندما يفشل قسم الطوارئ في إخطار قسم الوصول، يصبح من الصعب على طاقم قسم الوصول العثور على أسرة مناسبة للمرضى.

#### إعادة تنسيق الأنشطة
لإعادة استعادة الاتصال المفيد بين الأقسام بعد حدوث انهيار عبر الحدود، قد تقوم المنظمات بتنفيذ أنشطة لإعادة التنسيق.
قد تستجيب المستشفيات للانهيارات عبر الحدود عن طريق تصنيف الموارد الرئيسية بشكل صريح أو تخصيص أدوار "دمج" لعدة موظفين عبر الأقسام المختلفة.

### التحديات في البحث

#### معاني مختلفة
في مجال العمل التعاوني المدعوم بالحاسوب، يعتمد الباحثون على مجموعة متنوعة من المصادر التي تشمل المجلات والمدارس البحثية المختلفة. هذه المصادر المختلفة قد تؤدي إلى خلافات وحيرة، حيث توجد مصطلحات في المجال يمكن استخدامها في سياقات مختلفة ("المستخدم"، "التنفيذ"، إلخ). تتغير متطلبات المستخدمين مع مرور الوقت وغالبًا ما تكون غير واضحة للمشاركين بسبب طبيعتها المتطورة وحقيقة أن المتطلبات دائمًا في حالة تغير.

#### تحديد احتياجات المستخدم
غالبًا ما يواجه باحثو العمل التعاوني المدعوم بالحاسوب صعوبة في تحديد أي مجموعة من الأدوات ستفيد مجموعة معينة بسبب الفروق الدقيقة داخل المنظمات. ويزداد هذا الأمر صعوبة بسبب حقيقة أنه من الصعب تحديد احتياجات ومتطلبات المستخدمين/المجموعات/المنظمات بدقة، حيث إن هذه الاحتياجات والمتطلبات تتغير بشكل حتمي من خلال إدخال النظام نفسه. عندما يدرس الباحثون المتطلبات عدة مرات، فإن المتطلبات نفسها غالبًا ما تتغير وتتطور بمجرد أن يكمل الباحثون دورة معينة.

#### التقييم والقياس
يجعل نطاق الأساليب التخصصية المستخدمة في تنفيذ أنظمة العمل التعاوني المدعوم بالحاسوب من الصعب تقييم العمل التعاوني وقياسه وتعميمه على مجموعات سكانية متعددة. نظرًا لأن الباحثين الذين يقيمون أنظمة العمل التعاوني غالبًا ما يتجاوزون البحث الكمي لصالح الاستقصاء الطبيعي، فإن النتائج قد تكون ذات طابع شخصي بشكل كبير بسبب تعقيد ودقة المنظمات نفسها. ربما كنتيجة للجدل بين الباحثين الكميين والنوعيّين، ظهرت ثلاث أساليب تقييم في الأدبيات التي تدرس أنظمة العمل التعاوني. ومع ذلك، يواجه كل نهج تحدياته وضعفه الخاص:
| نهج التقييم                     | الاستخدام                                                                                       | الضعف |
| ------------------------------- | ----------------------------------------------------------------------------------------------- | --- |
| أطر العمل المعتمدة على المنهجية | شرح أساليب الاستقصاء المتاحة للباحثين في العمل التعاوني                                         | عدم تقديم إرشادات لاختيار أفضل طريقة لسؤال بحثي أو مجموعة سكانية معينة |
| الأطر المفاهيمية                | توفير إرشادات لتحديد العوامل التي يجب على الباحث مراعاتها وتقييمها من خلال أبحاث العمل التعاوني | عدم ربط الأطر المفاهيمية بالأساليب المنهجية. وبالتالي، بينما قد يعرف الباحثون العوامل المهمة لاستفساراتهم، قد يواجهون صعوبة في فهم الأساليب التي ستؤدي إلى أكثر النتائج إفادة |
| الأطر المعتمدة على المفهوم      | تقديم نصائح محددة لدراسة جوانب معزولة من العمل التعاوني                                         | عدم وجود إرشادات حول كيفية دمج المناطق المحددة للدراسة لتكوين رؤى أكثر شمولاً                                                                                                  |

## التنوع والمساواة والشمول

### الجنس
في العمل التعاوني المدعوم بالحاسوب، هناك اختلافات نفسية صغيرة بين كيفية تعامل الرجال والنساء مع برامج العمل التعاوني. هذا يمكن أن يؤدي إلى أنظمة متحيزة بشكل غير مقصود، نظرًا لأن معظم البرمجيات تم تصميمها واختبارها من قبل الرجال. كما أنه في الأنظمة التي لا يتم مراعاة الفروق الجندرية الاجتماعية فيها ومواجهتها، يميل الرجال إلى تمثيل النساء بشكل مفرط في هذه المساحات الإلكترونية. هذا يمكن أن يؤدي إلى شعور النساء بالعزلة المحتملة والتعرض للاستهداف غير العادل من قبل برامج العمل التعاوني.
في السنوات الأخيرة، تم إجراء المزيد من الدراسات حول كيفية تفاعل الرجال والنساء مع بعضهم البعض باستخدام أنظمة العمل التعاوني. لا تشير النتائج إلى أن هناك فرقًا في الأداء بين الرجال والنساء عند أداء مهام العمل التعاوني، بل إلى أن كل جنس يتعامل ويتفاعل مع البرمجيات ويؤدي مهام العمل التعاوني بشكل مختلف. في معظم النتائج، كان الرجال أكثر ميلًا لاستكشاف الخيارات المحتملة ومستعدين لتحمل المخاطر مقارنة بالنساء. في المهام الجماعية، كانت النساء عمومًا أكثر تحفظًا في التعبير عن آرائهن واقتراحاتهن بشأن المهام عندما كانن مع رجل، ولكن على العكس، كنّ أكثر تواصلًا عندما كانن مع امرأة أخرى. بالإضافة إلى ذلك، وجد أن الرجال كانوا أكثر ميلًا للسيطرة على الأنشطة الجماعية والعمل الجماعي، حتى من سن مبكرة, مما يؤدي إلى المزيد من عزل النساء اللواتي يعبرن عن آرائهن في العمل الجماعي باستخدام العمل التعاوني المدعوم بالحاسوب. علاوة على ذلك، في لوحات الرسائل الخاصة بالعمل التعاوني، كان الرجال في المتوسط ينشرون رسائل أكثر ويتفاعلون بشكل أكثر تكرارًا من نظيراتهم من النساء.

#### زيادة مشاركة النساء
ديناميكية المرأة في القوى العاملة التي لا تشارك كثيرًا ليست مشكلة تتعلق بالعمل التعاوني فحسب، بل هي سائدة في جميع أماكن العمل، ولكن لا يزال من الممكن تصميم البرمجيات لزيادة مشاركة النساء في العمل التعاوني المدعوم بالحاسوب. في تصميم البرمجيات، من المرجح أن تشارك النساء إذا تم تصميم البرمجيات بحيث تركز على الاتصال والتعاون. هذه طريقة ممكنة لزيادة مشاركة النساء، ولكنها لا تعالج سبب انخفاض مشاركة النساء في العمل التعاوني في المقام الأول.

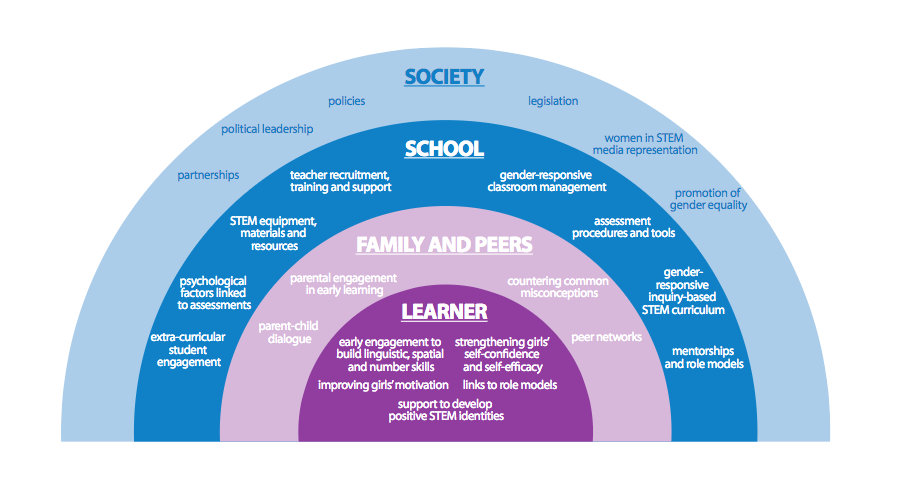
استراتيجيات لجعل النساء والفتيات أكثر اهتمامًا في مجالات العلوم والتقانة والهندسة والرياضيات.

في دراسة، قيمت النساء أنفسهن عمومًا على أنهن ضعيفات في فهم التكنولوجيا، ويواجهن صعوبة في استخدام البرامج المحمولة، ويكرهن استخدام برمجيات العمل التعاوني. ومع ذلك، عندما طُرحت عليهن نفس الأسئلة عن برمجيات معينة بشكل عام، قيمت أنفسهن بنفس القوة التي قيم بها الرجال في الدراسة. يؤثر هذا النقص في الثقة في البرمجيات بشكل عام على قدرة النساء على استخدام البرامج الإلكترونية بشكل فعال وكفء مقارنة بالرجال، ويشكل جزءًا من الصعوبات التي تواجهها النساء في استخدام برمجيات العمل التعاوني المدعوم بالحاسوب.
على الرغم من أنها منطقة بحث نشطة منذ التسعينيات, فإن العديد من المطورين غالبًا ما لا يأخذون الفروق الجندرية في الحسبان عند تصميم أنظمتهم للعمل التعاوني. هذه المشكلات تتراكم فوق المشاكل الثقافية التي تم ذكرها سابقًا، وتؤدي إلى المزيد من الصعوبات للنساء في العمل التعاوني المدعوم بالحاسوب. من خلال تمكين المطورين من أن يكونوا أكثر وعيًا بالفروق والصعوبات التي تواجه النساء في تصميم العمل التعاوني، يمكن للنساء أن يكنّ مستخدمات أكثر فاعلية لأنظمة العمل التعاوني من خلال المشاركة والإعراب عن آرائهن.

## المؤتمرات
منذ عام 2010، نظمت جمعية آلات الحوسبة التي تُعرف اختصارًا بـ ACM، مؤتمرًا سنويًا حول الأعمال التعاونية، وهو "مؤتمر للعمل التعاوني المدعوم بالحاسوب". يتم رعاية المؤتمر من قبل مجموعة الاهتمام الخاصة سيجتشي (بالإنجليزية: SIGCHI). كان مؤتمر العمل التعاوني المدعوم بالحاسوب يُعقد كل سنتين من عام 1986 إلى 2010، ثم أصبح يُعقد سنويًا بعد ذلك. بحلول عام 2010، كان الباحثون في مجال العمل التعاوني المدعوم بالحاسوب يلاحظون أن اسم "العمل التعاوني المدعوم بالحاسوب" لم يعد يعكس الأعمال التي تُجرى في هذا المجال. نتيجة لهذه المناقشات، قرر المؤتمر توسيع اسمه ليصبح "العمل التعاوني المدعوم بالحاسوب والحوسبة الاجتماعية"، حيث يتم دمج واقع بحث حوسبة اجتماعية داخل مجال العمل التعاوني كحقل. يُعقد المؤتمر حاليًا في أكتوبر أو نوفمبر ويتميز بأبحاث في تصميم واستخدام التقنيات التي تؤثر على العمل الجماعي والتنظيمي. مع تطور الأجهزة الجديدة التي تسمح بالتعاون من مواقع وسياقات مختلفة، يضم مؤتمر العمل التعاوني المدعوم بالحاسوب باحثين من كل من الأكاديميا والصناعة لمناقشة التعاون الافتراضي من المنظورين الاجتماعي والتقني.
دوليًا، يرعى معهد مهندسي الكهرباء والإلكترونيات المؤتمر الدولي للعمل التعاوني المدعوم بالحاسوب في التصميم، والذي يُعقد سنويًا. بالإضافة إلى ذلك، يرعى المجتمع الأوروبي للتقنيات الاجتماعية المدمجة المؤتمر الأوروبي للعمل التعاوني المدعوم بالحاسوب، والذي يُعقد كل عامين منذ عام 1989. وتعد جلسات العمل التعاوني المدعوم بالحاسوب جزءًا منتظمًا من مؤتمرات المجال المجاور دراسات العلوم والتقانة.

## قراءات إضافية
أكثر الأوراق استشهادًا
هذه القائمة، أوراق دليل مؤتمر العمل التعاوني المدعوم بالحاسوب، وهي نتيجة تحليل الرسم البياني للاستشهادات لمؤتمر العمل التعاوني المدعوم بالحاسوب.
 تم إنشاء هذه القائمة في عام 2006 وراجعها المجتمع المعنيّ. تحتوي القائمة فقط على أوراق نُشرت في مؤتمر واحد؛ ومع ذلك، فقد كان للأوراق المنشورة في مؤتمرات أخرى تأثير كبير أيضًا على مجتمع العمل التعاوني المدعوم بالحاسوب. تم اختيار أوراق "دليل العمل التعاوني المدعوم بالحاسوب" كأكثر الأوراق استشهادًا ضمن مؤتمر العمل التعاوني المدعوم بالحاسوب... وقد أسفر ذلك عن قائمة تضم 47 ورقة بحثية، تمثل حوالي 11٪ من إجمالي الأوراق.
1. Dourish, P.؛ Bellotti, V. (1992). "الوعي والتنسيق في أماكن العمل المشتركة". Proceedings of the 1992 ACM conference on Computer-supported cooperative work. New York: ACM Press. ص. 107–114.
2. Grudin, J. (1988). "لماذا تفشل تطبيقات CSCW: المشاكل في تصميم وتقييم واجهات التنظيم". Proceedings of the 1988 ACM conference on Computer-supported cooperative work. New York: ACM Press. ص. 85–93.
3. Root, R.W. (1988). "تصميم وسيلة متعددة الوسائط للتصفح الاجتماعي". Proceedings of the 1988 ACM conference on Computer-supported cooperative work. New York: ACM Press. ص. 25–38.
4. Patterson, J.F.؛ Hill, R.D.؛ Rohall, S.L.؛ Meeks, S.W. (1990). "راندفيو: بنية لتطبيقات متعددة المستخدمين المتزامنة". Proceedings of the 1990 ACM conference on Computer-supported cooperative work. New York: ACM Press. ص. 317–328.
5. Greenberg, S.؛ Marwood, D. (1994). "البرمجيات الجماعية في الوقت الفعلي كنظام موزع: التحكم في التوازي وأثره على واجهة المستخدم". Proceedings of the 1994 ACM conference on Computer supported cooperative work. New York: ACM Press. ص. 207–217.
6. Nardi, B.A.؛ Whittaker, S.؛ Bradner, E. (2000). "التفاعل والتفاعل الخارجي: الرسائل الفورية أثناء العمل". Proceedings of the 2000 ACM conference on Computer supported cooperative work. New York: ACM Press. ص. 79–88.
7. Hughes, J.A.؛ Randall, D.؛ Shapiro, D. (1992). "التنقل من الإثنوغرافيا إلى التصميم". Proceedings of the 1992 ACM conference on Computer-supported cooperative work. New York: ACM Press. ص. 115–122.
8. Tang, J.C.؛ Isaacs, E.A.؛ Rua, M. (1994). "دعم المجموعات الموزعة باستخدام مجموعة من التفاعلات الخفيفة". Proceedings of the 1994 ACM conference on Computer supported cooperative work. New York: ACM Press. ص. 23–34.
9. Neuwirth, C.M.؛ Kaufer, D.S.؛ Chandhok, R.؛ Morris, J.H. (1990). "المشاكل في تصميم دعم الكمبيوتر للتأليف المشترك والتعليق". Proceedings of the 1990 ACM conference on Computer-supported cooperative work. New York: ACM Press. ص. 183–195.
10. Crowley, T.؛ Milazzo, P.؛ Baker, E.؛ Forsdick, H.؛ Tomlinson, R. (1990). "MMConf: بنية تحتية لبناء تطبيقات الوسائط المتعددة المشتركة". Proceedings of the 1990 ACM conference on Computer-supported cooperative work. New York: ACM Press. ص. 329–342.
11. Roseman, M.؛ Greenberg, S. (1992). "GROUPKIT: أداة لتطوير تطبيقات المؤتمرات في الوقت الفعلي". Proceedings of the 1992 ACM conference on Computer-supported cooperative work. New York: ACM Press. ص. 43–50.
12. Shen, H.H.؛ Dewan, P. (1992). "التحكم في الوصول لبيئات التعاون". Proceedings of the 1992 ACM conference on Computer-supported cooperative work. New York: ACM Press. ص. 51–58.
13. Gaver, W.W. (1992). "الفرص التي توفرها فضاءات الوسائط للتعاون". Proceedings of the 1992 ACM conference on Computer-supported cooperative work. New York: ACM Press. ص. 17–24.
14. Orlikowski, W.J. (1992). "التعلم من ملاحظات: قضايا تنظيمية في تنفيذ البرمجيات الجماعية". Proceedings of the 1992 ACM conference on Computer-supported cooperative work. New York: ACM Press. ص. 362–369.
15. Sun, C.؛ Ellis, C. (1998). "التحول التشغيلي في محررات المجموعات في الوقت الفعلي: القضايا والخوارزميات والإنجازات". Proceedings of the 1998 ACM conference on Computer supported cooperative work. New York: ACM Press. ص. 59–68.
16. Bly, S.A. (1988). "استخدام أسطح الرسم في بيئات التعاون المختلفة". Proceedings of the 1988 ACM conference on Computer-supported cooperative work. New York: ACM Press. ص. 250–256.
17. Leland, M.D.P.؛ Fish, R.S.؛ Kraut, R.E. (1988). "إنتاج المستندات التعاونية باستخدام Quilt". Proceedings of the 1988 ACM conference on Computer-supported cooperative work. New York: ACM Press. ص. 206–215.
18. Conklin, J.؛ Begeman, M.L. (1988). "gIBIS: أداة هايبرتك للنقاش الاستكشافي للسياسات". ACM Transactions on Information Systems. ج. 6 ع. 4: 303–331. DOI:10.1145/58566.59297. S2CID:2609461.
19. Bentley, R.؛ Hughes, J.A.؛ Randall, D.؛ Rodden, T.؛ Sawyer, P.؛ Shapiro, D.؛ Sommerville, I. (1992). "تصميم أنظمة مستنير من الإثنوغرافيا للتحكم في حركة المرور الجوية". Proceedings of the 1992 ACM conference on Computer-supported cooperative work. New York: ACM Press. ص. 123–129.
20. Mantei, M. (1988). "التقاط مفاهيم الالتقاط: دراسة حالة في تصميم بيئات الاجتماعات المدعومة بالكمبيوتر". Proceedings of the 1988 ACM conference on Computer-supported cooperative work. New York: ACM Press. ص. 257–270.
21. Lantz, K.A. (1986). "تجربة في المؤتمرات المتعددة الوسائط المتكاملة". Proceedings of the 1986 ACM conference on Computer-supported cooperative work. New York: ACM Press. ص. 267–275.
22. Harrison, S.؛ Dourish, P. (1996). "إعادة مكان الفضاء: أدوار المكان والفضاء في الأنظمة التعاونية". Proceedings of the 1996 ACM conference on Computer supported cooperative work. New York: ACM Press. ص. 67–76.
23. Roseman, M.؛ Greenberg, S. (1996). "TeamRooms: أماكن الشبكات للتعاون". Proceedings of the 1996 ACM conference on Computer supported cooperative work. New York: ACM Press. ص. 325–333.
24. Ishii, H. (1990). "TeamWorkStation: نحو مساحة عمل مشتركة سلسة". Proceedings of the 1990 ACM conference on Computer-supported cooperative work. New York: ACM Press. ص. 13–26.
25. Ressel, M.؛ Nitsche-ruhland, D.؛ Gunzenhäuser, R. (1996). "نهج تكامل موجه للتحويل للتحكم في التزامن والتراجع في محررات المجموعات". Proceedings of the 1996 ACM conference on Computer supported cooperative work. New York: ACM Press. ص. 288–297.
26. Edwards, W.K. (1996). "السياسات والأدوار في التطبيقات التعاونية". Proceedings of the 1996 ACM conference on Computer supported cooperative work. New York: ACM Press. ص. 11–20.
27. Bellotti, V.؛ Bly, S. (1996). "الابتعاد عن جهاز الكمبيوتر المكتبي: التعاون الموزع والتنقل في فريق تصميم المنتجات". Proceedings of the 1996 ACM conference on Computer supported cooperative work. New York: ACM Press. ص. 209–218.
28. Ackerman, M.S. (1998). "تعزيز الذاكرة التنظيمية: دراسة ميدانية لAnswer Garden". ACM Transactions on Information Systems. ج. 16 ع. 3: 203–224. CiteSeerX:10.1.1.12.589. DOI:10.1145/290159.290160. S2CID:15780647.
29. Abbott, K.R.؛ Sarin, S.K. (1994). "التجارب مع إدارة سير العمل: قضايا للجيل القادم". Proceedings of the 1994 ACM conference on Computer supported cooperative work. New York: ACM Press. ص. 113–120.
30. Resnick, P.؛ Iacovou, N.؛ Suchak, M.؛ Bergstrom, P.؛ Riedl, J. (1994). "GroupLens: بنية مفتوحة للتصفية التعاونية للأخبار الشبكية". Proceedings of the 1994 ACM conference on Computer supported cooperative work. New York: ACM Press. ص. 175–186.
31. Prakash, A.؛ Shim, H.S. (1994). "DistView: دعم بناء التطبيقات التعاونية الفعالة باستخدام الكائنات المكررة". Proceedings of the 1994 ACM conference on Computer supported cooperative work. New York: ACM Press. ص. 153–164.
32. Streitz, N.A.؛ Geißler, J.؛ Haake, J.M.؛ Hol, J. (1994). "DOLPHIN: دعم الاجتماعات المتكامل عبر بيئات سطح المكتب المحلية والبعيدة وLiveBoards". Proceedings of the 1994 ACM conference on Computer supported cooperative work. New York: ACM Press. ص. 345–358.
33. Foster, G.؛ Stefik, M. (1986). "Cognoter: النظرية والممارسة لأداة تعاونية". Proceedings of the 1986 ACM conference on Computer-supported cooperative work. New York: ACM Press. ص. 7–15.
34. Shen, C.؛ Lesh, N.B.؛ Vernier, F.؛ Forlines, C.؛ Frost, J. (2002). "مشاركة وبناء تاريخ المجموعات الرقمية". Proceedings of the 2002 ACM conference on Computer supported cooperative work. New York: ACM Press. ص. 324–333.
35. Sohlenkamp, M.؛ Chwelos, G. (1994). "دمج الاتصال والتعاون والوعي: بيئة المكتب الافتراضية DIVA". Proceedings of the 1994 ACM conference on Computer supported cooperative work. New York: ACM Press. ص. 331–343.
36. Olson, J.S.؛ Teasley, S. (1996). "البرمجيات الجماعية في البرية: الدروس المستفادة من عام من التعاون الافتراضي". Proceedings of the 1996 ACM conference on Computer supported cooperative work. New York: ACM Press. ص. 419–427.
37. Reder, S.؛ Schwab, R.G. (1990). "الهيكل الزمني للنشاط التعاوني". Proceedings of the 1990 ACM conference on Computer-supported cooperative work. New York: ACM Press. ص. 303–316.
38. Fish, R.S.؛ Kraut, R.E.؛ Chalfonte, B.L. (1990). "نظام VideoWindow في الاتصال غير الرسمي". Proceedings of the 1990 ACM conference on Computer-supported cooperative work. New York: ACM Press. ص. 1–11.
39. Haake, J.M.؛ Wilson, B. (1992). "دعم الكتابة التعاونية للوثائق الفائقة في SEPIA". Proceedings of the 1992 ACM conference on Computer supported cooperative work. New York: ACM Press. ص. 138–146.
40. Hudson, S.E.؛ Smith, I. (1996). "تقنيات لمعالجة المقايضات الأساسية في الخصوصية والتشويش في أنظمة دعم الوعي". Proceedings of the 1996 ACM conference on Computer supported cooperative work. New York: ACM Press. ص. 248–257.
41. MacKay, W.E. (1990). "أنماط مشاركة البرمجيات القابلة للتخصيص". Proceedings of the 1990 ACM conference on Computer-supported cooperative work. New York: ACM Press. ص. 209–221.
42. Trigg, R.H.؛ Suchman, L.A.؛ Halasz, F.G. (1986). "دعم التعاون في بطاقات الملاحظات". Proceedings of the 1986 ACM conference on Computer-supported cooperative work. New York: ACM Press. ص. 153–162.
43. Patterson, J.F.؛ Day, M.؛ Kucan, J. (1996). "خوادم الإشعارات للبرمجيات الجماعية المتزامنة". Proceedings of the 1996 ACM conference on Computer supported cooperative work. New York: ACM Press. ص. 122–129.
44. Myers, B.A.؛ Stiel, H.؛ Gargiulo, R. (1998). "التعاون باستخدام أجهزة PDA متعددة متصلة بجهاز كمبيوتر شخصي". Proceedings of the 1998 ACM conference on Computer supported cooperative work. New York: ACM Press. ص. 285–294.
45. Ackerman, M.S.؛ Halverson, C. (1998). "مراعاة ذاكرة المنظمة". Proceedings of the 1998 ACM conference on Computer supported cooperative work. New York, NY: ACM Press. ص. 39–48.
46. Teasley, S.؛ Covi, L.؛ Krishnan, M.S.؛ Olson, J.S. (2000). "كيف يساعد التعاون الجذري الفريق على النجاح؟". Proceedings of the 2000 ACM conference on Computer supported cooperative work. New York, NY: ACM Press. ص. 339–346. مؤرشف من الأصل في 2006-05-01.
47. Kuzuoka, H.؛ Kosuge, T.؛ Tanaka, M. (1994). "GestureCam: نظام اتصالات فيديو للتعاون البعيد المتعاطف". Proceedings of the 1994 ACM conference on Computer supported cooperative work. New York: ACM Press. ص. 35–43.

## الروابط الخارجية
- مؤتمر العمل التعاوني المدعوم بالحاسوب، سلسلة مؤتمرات ACM CSCW
- مؤسسة المؤتمر الأوروبي للعمل التعاوني المدعوم بالحاسوب، سلسلة المؤتمرات الأوروبية للعمل التعاوني المدعوم بالحاسوب
- مؤتمر جروب
- مؤتمر كوب